# Rue des Chartreux (Paris)
Pour les articles homonymes, voir Rue des Chartreux.
La rue des Chartreux est une voie située dans le quartier de l'Odéon du 6e arrondissement de Paris.

## Situation et accès
La rue des Chartreux est desservie par la ligne B du RER à la gare de Port-Royal et à la gare du Luxembourg.

## Origine du nom
Elle porte ce nom car elle a été ouverte sur l'emplacement de l'ancien couvent des Chartreux.

## Historique
Cette voie est ouverte en 1866 sur les terrains d'un couvent de frères Chartreux (Chartreuse de Paris), avant d'être légèrement déplacée en 1876 lors de la construction de l'hôpital Tarnier.

## Bâtiments remarquables et lieux de mémoire

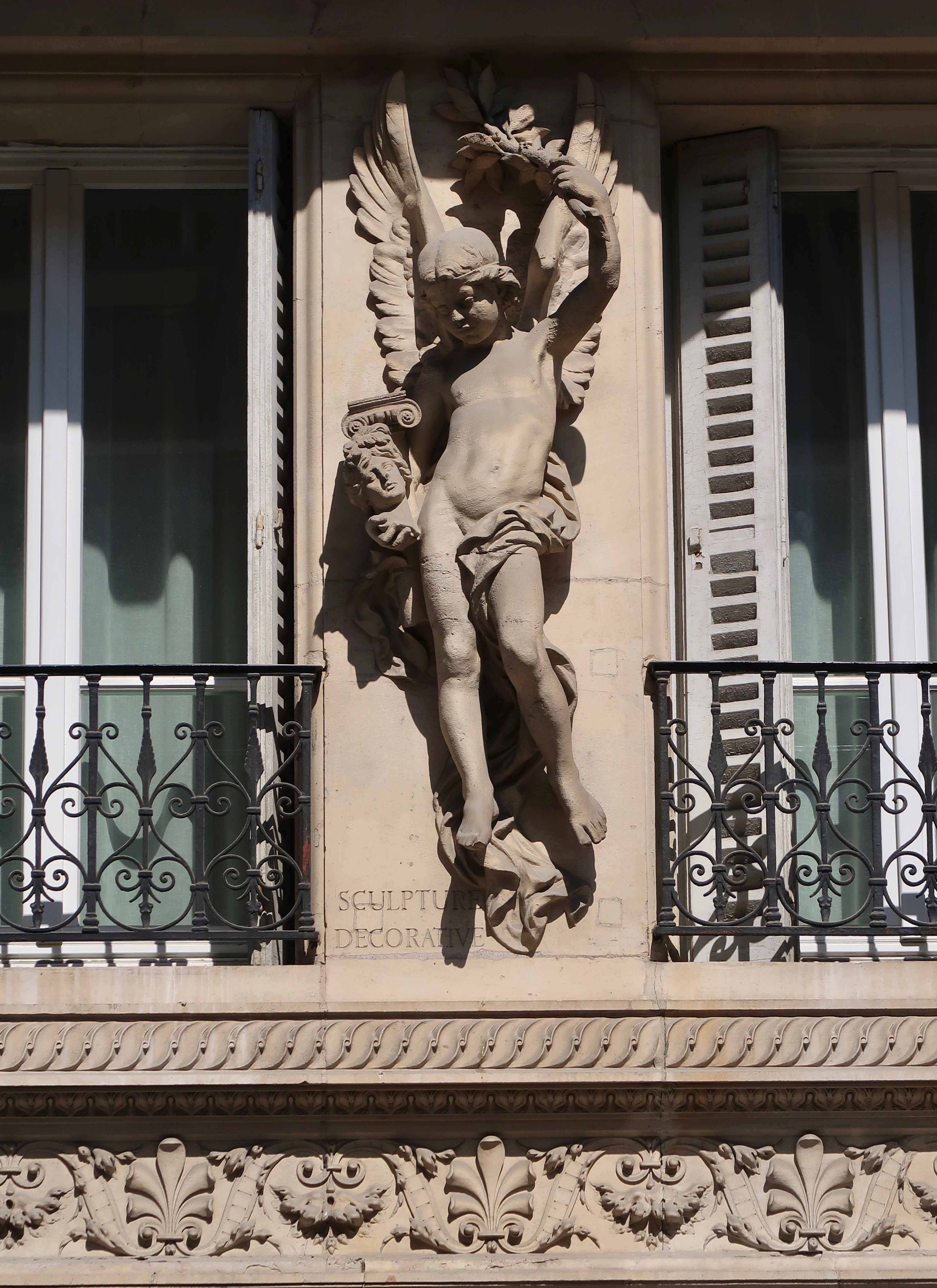
Sculpture au no 4

- L'hôpital Tarnier, site dépendant de l'hôpital Cochin.
- La rue débouche sur le jardin Marco-Polo des jardins de l'Observatoire. Elle longe aussi l'Institut d'art et d'archéologie.
- C'est du cinquième étage de l'immeuble situé au no 4 de la rue que, le 7 mai 1994, chuta mortellement Sébastien Deyzieu, jeune militant nationaliste, alors qu'il fuyait la police[2].